# Emanuel Hernández
Juan Emanuel Hernández Rodríguez, noto semplicemente come Emanuel Hernández (Montevideo, 30 ottobre 1997), è un calciatore uruguaiano, difensore dell'Olimpia.

## Caratteristiche tecniche
È un difensore centrale.

## Carriera
Cresciuto nel settore giovanile del River Plate (M), ha debuttato in prima squadra il 14 aprile 2019 disputando l'incontro di Primera División Profesional pareggiato 2-2 contro il Fénix. Nel gennaio del 2020 è stato ceduto al Jaguares.